# Festa de Santa Bárbara

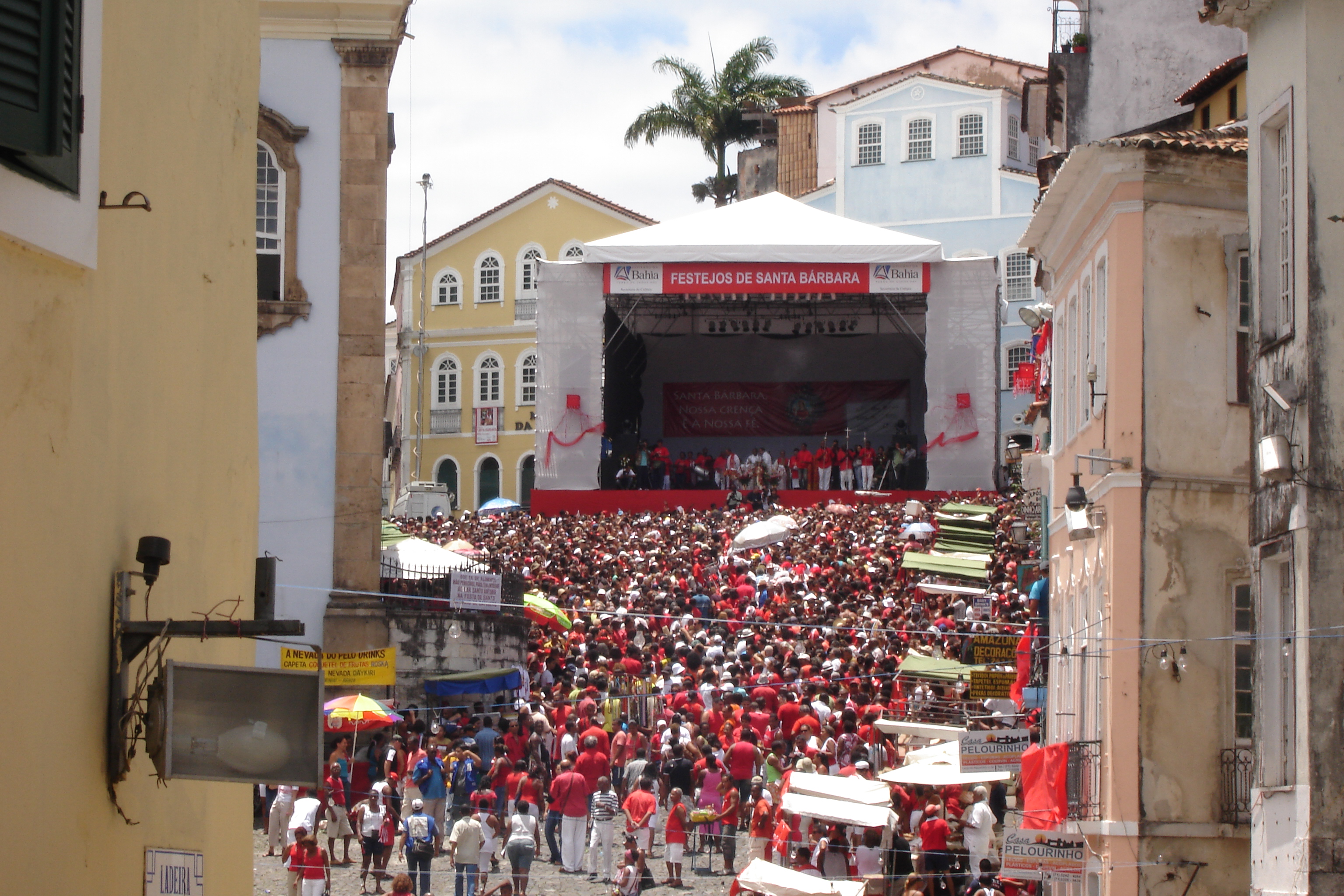
Festa de Santa Bárbara, Salvador, Bahia.

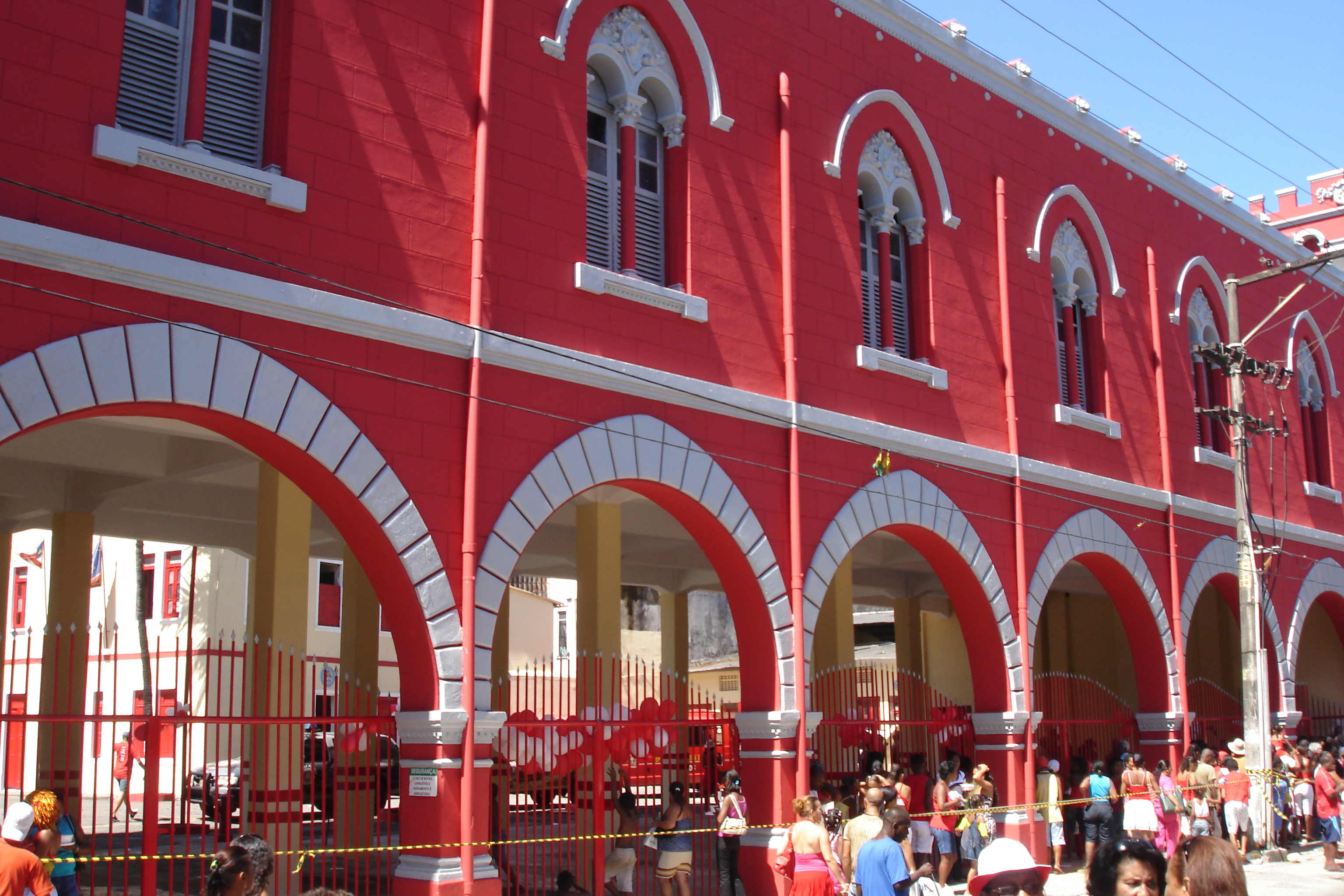
Quartel dos Bombeiros. Salvador, Bahia.

A Festa de Santa Bárbara da Igreja de Santa Bárbara de Salvador é feita desde o século XVII no dia 4 de dezembro em homenagem a madrinha do Corpo de Bombeiros e padroeira dos mercados. Santa Bárbara também é homenageada pelos adeptos do Candomblé onde é sincretizada com Iansã, Orixá dos raios e das tempestades.
É um grande evento sincrético, composto de missa, procissão feita por católicos e praticantes do Candomblé, além das festas nos terreiros, o caruru de Iansã, samba de roda e apresentação de grupos de capoeira e maculelê.
Em 4 de dezembro de 2008, os festejos em homenagem a Santa Bárbara começaram às cinco horas, com queima de fogos de artifício, na alvorada, em frente à Igreja do Rosário dos Pretos, onde, às sete horas, houve uma missa. Após as bênçãos, uma procissão percorreu as ruas do Centro Histórico de Salvador. O cortejo prosseguiu até o Corpo de Bombeiros, cuja corporação tem a santa como padroeira. A imagem da santa entrou na sede dos bombeiros, sendo saudada com fogos, sirene e jatos de água, deu uma volta no pátio e saiu em direção ao Mercado de Santa Bárbara, onde foi servido o tradicional caruru para os fiéis.

## Patrimônio imaterial da Bahia
Festa tornou-se, pelo Decreto Estadual nº 11.353/2008, patrimônio imaterial da Bahia em dezembro de 2008. Celebração é feita há mais de 300 anos no estado.